# Late eikenmineermot
De late eikenmineermot (Ectoedemia quinquella) is een vlinder uit de familie dwergmineermotten (Nepticulidae). De wetenschappelijke naam is voor het eerst geldig gepubliceerd in 1848 door Bedell.
De soort komt voor in Europa.